# Ar-Rakka (muhafaza)

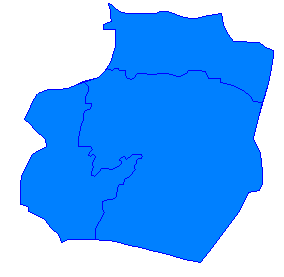
Podział prowincji na dystrykty

Ar-Rakka (arab. ‏مُحافظة الرقة‎, kur. Parêzgeha Reqayê) – jedna z 14 jednostek administracyjnych pierwszego rzędu (muhafaza) w Syrii. Jest położona w północnej części kraju. Graniczy od wschodu z muhafazami Al-Hasaka i Dajr az-Zaur, od południa z muhafazą Hims, od zachodu z muhafazami Hama i Aleppo, a od północy z państwem tureckim. Znajduje się nad rzeką Eufrat.
W 2011 roku muhafaza liczyła 944 000 mieszkańców; dla porównania, w 2004 było ich 793 514, a w 1981 348 383.

## Historia
17 listopada 1957 roku, z sąsiedniej prowincji Deir ez-Zor wydzielono prowincję Al-Rashid, nazwaną na cześć Haruna al-Rashida. 1 stycznia 1970 roku, nazwę prowincji zmieniono na prowincję Rakka.
Od 19 września 2012 roku miasto Tall Abjad, położone bezpośrednio przy granicy tureckiej, znajdowało się już pod kontrolą rebeliantów.
11 lutego 2013 roku syryjscy rebelianci, w tym bojownicy al-Nusry, przejęli kontrolę nad zaporą At-Tabaka nad Eufratem i miastem As-Saura, . Od lipca 2017 roku Syryjskie Siły Demokratyczne okupują większość prowincji, w tym miasto Rakka, które przejęły od ISIL po trwającym wiele miesięcy oblężeniu. Kilka miesięcy przed przejęciem Rakki rząd syryjski rozpoczął ofensywę na południową Rakkę, która oczyściła południową Rakkę i południowo-wschodnie Aleppo z bojowników ISIL. Południowa część prowincji znajduje się pod kontrolą rządu, a północna część pod kontrolą Rożawy.

## Podział administracyjny
Prowincja jest podzielona na trzy dystrykty (jednostki administracyjne drugiego rzędu), które dzielą się na poddystrykty (jednostki administracyjne trzeciego rzędu).
- Ar-Rakka (cztery poddystrykty)
  - Ar-Rakka
  - As-Sabcha
  - Al-Karama
  - Madan
- Tall Abjad (trzy poddystrykty)
  - Tall Abjad
  - Suluk
  - Ajn Isa
- As Saura (trzy poddystrykty)
  - As Saura
  - Al-Mansura
  - Al-Dżarnija